# Miki N’Doye

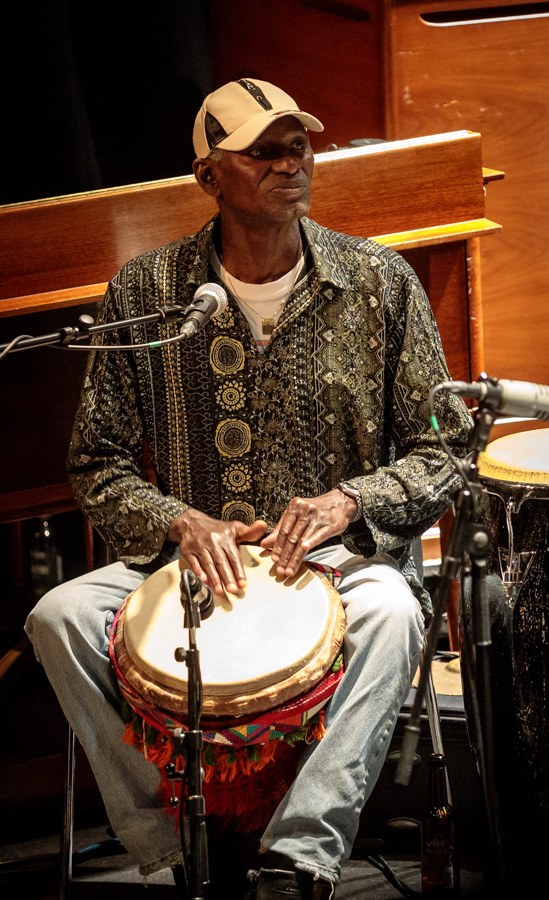
Miki N’Doye (2017)

Momodou „Miki“ N’Doye (* 12. März 1944 in Bathurst (heute Banjul), Gambia) ist ein gambischer Perkussionist, der in Norwegen lebt.

## Leben und Wirken
N’Doye spielte Mitte der 1970er Jahre für Touristen in seinem Heimatland Musik. 1976 kam er erstmals nach Norwegen, wo Erik und Jon Balke, Helge Linaae, Sveinung Hovensjø und Finn Sletten mit ihm in der Band E’olen bis zum Anfang der 1980er Jahre arbeiteten. Dann bildete er das Gambian Norwegian Friendship Orchestra. Mit einem Teil der Musiker und Per Jørgensen gründete er zudem die Gruppe Tamma, die 1984 bei Moldejazz gemeinsam mit Ed Blackwell und Don Cherry auftrat und ein gleichnamiges Album von diesem Konzert vorlegte. Später entstand das Trio Sabba mit Helge Linaae und dem Koraspieler Demba Jobathe.
Im Jahr 2002 legte er mit Joko sein Debütalbum unter eigenem Namen vor; 2006 folgte Tuki.

## Diskographische Hinweise
- Miki N’Doye Orchestra Joko (ACT 2002, mit Jens Petter Antonsen, Torbjørn Sunde, Erik Balke, Jon Balke, Bugge Wesseltoft, Sveinung Hovensjø, Paolo Vinaccia, Solo Cissokho, Alhagi N’Jing, Reza Aghamir, Heine Totland, Fredrik Otterstad, Rolf Asser)
- Tuki (ECM Records 2006, mit Per Jørgensen, Jon Balke, Helge Andreas Norbakken, Aulay Sosseh, Lie Jallow)